# Aleksander Buksa
Aleksander Buksa (Krakau, 15 januari 2003) is een Pools voetballer die doorgaans speelt als middenvelder. In juli 2024 verruilde hij Genoa voor Górnik Zabrze.

## Clubcarrière
Buksa speelde in de jeugd van Bronowianka Kraków en AP 21 Kraków, alvorens hij in 2014 terechtkwam in de opleiding van Wisła Kraków. Deze doorliep hij en in het seizoen 2018/19 brak hij door in het eerste elftal. Zijn debuut kreeg de middenvelder op 22 april 2019, in het eigen Henryk Reymanstadion tegen Wisła Płock. Deze wedstrijd ging met 2–3 verloren en Buksa mocht van coach Maciej Stolarczyk vier minuten voor het einde van de wedstrijd invallen voor Sławomir Peszko, die beide doelpunten van Wisła Kraków voor zijn rekening had genomen. Een seizoen later zorgde Buksa voor zijn eerste doelpunt als professioneel voetballer, op 23 augustus 2019. Op bezoek bij Jagiellonia Białystok scoorde hij in de blessuretijd van de tweede helft. Op het moment van scoren stond het al 3–1 en Buksa besliste de stand op 3–2 in het voordeel van Jagiellonia. Met zijn treffer werd hij de jongste doelpuntenmaker in de geschiedenis van de club.
Buksa maakte in de zomer van 2021 transfervrij de overstap naar Genoa, waar hij zijn handtekening zette onder een verbintenis voor de duur van vijf seizoenen. Na een seizoen met daarin vier competitieoptredens degradeerde Genoa naar de Serie B. Buksa daalde niet mee af, want hij werd voor een jaar verhuurd aan OH Leuven. In de eerste seizoenshelft kwam hij niet in actie, waarna hij terugkeerde en gehuurd werd door Standard Luik voor het tweede elftal. Medio 2023 nam WSG Tirol hem op huurbasis over. Na deze verhuurperiode keerde Buksa terug naar Polen, waar hij voor drie jaar tekende bij Górnik Zabrze. Een jaar later vertrok hij op huurbasis naar GKS Katowice.

## Clubstatistieken
| Seizoen | Club           | Competitie      | Competitie | Competitie | Beker | Beker | Internationaal | Internationaal | Totaal | Totaal |
| Seizoen | Club           | Competitie      | Wed.       | Dlp.       | Wed.  | Dlp.  | Wed.           | Dlp.           | Wed.   | Dlp.   |
| ------- | -------------- | --------------- | ---------- | ---------- | ----- | ----- | -------------- | -------------- | ------ | ------ |
| 2018/19 | Wisła Kraków   | Ekstraklasa     | 4          | 0          | 0     | 0     | —              | —              | 4      | 0      |
| 2019/20 | Wisła Kraków   | Ekstraklasa     | 21         | 4          | 0     | 0     | —              | —              | 21     | 4      |
| 2020/21 | Wisła Kraków   | Ekstraklasa     | 13         | 0          | 1     | 0     | —              | —              | 14     | 0      |
| 2021/22 | Genoa          | Serie A         | 4          | 0          | 0     | 0     | —              | —              | 4      | 0      |
| 2022/23 | → OH Leuven    | Eerste klasse A | 0          | 0          | 0     | 0     | —              | —              | 0      | 0      |
| 2022/23 | → SL16 FC      | Eerste klasse B | 14         | 4          | —     | —     | —              | —              | 14     | 4      |
| 2023/24 | → WSG Tirol    | Bundesliga      | 29         | 1          | 2     | 2     | —              | —              | 31     | 3      |
| 2024/25 | Górnik Zabrze  | Ekstraklasa     | 23         | 1          | 1     | 0     | —              | —              | 24     | 1      |
| 2025/26 | → GKS Katowice | Ekstraklasa     | 1          | 0          | 0     | 0     | —              | —              | 1      | 0      |
| Totaal  | Totaal         | Totaal          | 109        | 10         | 4     | 2     | 0              | 0              | 113    | 12     |

Bijgewerkt op 22 juli 2025.